# Paul Calderon
Paul Calderon, né le 10 juin 1959 à Porto Rico, est un acteur portoricain.
Il est par ailleurs coscénariste de Bad Lieutenant avec Victor Argo, Abel Ferrara et Zoë Lund.

## Filmographie
- 1985 : Méprise (Doubletake) (TV) : Bitong
- 1985 : Tenement de Roberta Findlay : Hector
- 1986 : Rockabye (TV) : Street Vendor
- 1986 : Le Mal par le mal (Band of the Hand) de Paul Michael Glaser : Tito
- 1987 : Bad : Dealer
- 1988 : Sticky Fingers (en) de Catlin Adams : Speed
- 1988 : The Chair de Waldemar Korzeniowsky : Pizza
- 1989 : Penn and Teller Get Killed d'Arthur Penn : Juan
- 1989 : Mélodie pour un meurtre (Sea of Love) d'Harold Becker : Serafino
- 1990 : Le Vieil Homme et la mer (en) (The Old Man and the Sea) (TV) : Anderez
- 1990 : Contre-enquête (Q & A) de Sidney Lumet : Roger Montalvo
- 1990 : The King of New York (King of New York) d'Abel Ferrara : Joey Dalesio
- 1992 : Paradis perdu (The Keys), téléfilm de Richard Compton (en) : Garcia
- 1992 : CrissCross de Chris Menges : Blacky
- 1992 : Bad Lieutenant d'Abel Ferrara : Cop #1
- 1993 : La Firme (The Firm) de Sydney Pollack : Thomas Richie
- 1994 : Hand Gun de Whitney Ransick : Landwick
- 1994 : Pulp Fiction de Quentin Tarantino : Paul
- 1995 : Kiss of Death  de Barbet Schroeder : Undercover FBI Agent
- 1995 : Alerte rouge (en) (Condition Red) : Angel Delgado
- 1995 : Lotto Land de John Rubino : Reinaldo
- 1995 : Clockers de Spike Lee : Jesus at Hambones
- 1995 : Groom service (Four Rooms) d'Allison Anders, Alexandre Rockwell, Robert Rodriguez et Quentin Tarantino : Norman (segment The Man from Hollywood)
- 1995 : The Addiction d'Abel Ferrara : Professor
- 1996 : Sweet Nothing (en) de Gary Winick : Raymond
- 1996 : Dark Angel (TV) : Vance Pickett
- 1997 : Cop Land (Cop Land) de James Mangold : Hector the Medic
- 1998 : Montana de Jennifer Leitzes : Boulez
- 1998 : O.K. Garage de Brandon Cole : Carl
- 1998 : Hors d'atteinte (Out of Sight) de Steven Soderbergh : Raymond Cruz
- 1998 : Pur et dur (One Tough Cop) de Bruno Barreto : Sgt. Diaz
- 1999 : Oxygen de Richard Shepard : Det. Jesse
- 2000 : Rock the Boat (TV) : Guy
- 2000 : Girlfight de Karyn Kusama : Sandro Guzman
- 2000 : Piégé (Bait) d'Antoine Fuqua : Officer
- 2000 : Once in the Life de Laurence Fishburne : Manny Rivera
- 2001 : Taxis pour cible (3 A.M.) : Ralph
- 2001 : Le Dernier Château (The Last Castle) de Rod Lurie : Dellwo
- 2003 : 21 Grammes (21 Grams) d'Alejandro González Iñárritu : Brown
- 2003 : Kill the Poor (en) d'Alan Taylor : Carlos DeJesus
- 2004 : La Frontière de l'infidélité (Suburban Madness) de Robert Dornhelm (TV) : Derek Basha
- 2005 : Indocumentados de Leonardo Ricagni : Rastafarian Man
- 2006 : New York, unité spéciale (saison 7, épisode 20) : Eric Molina
- 2006 : The Sentinel de Clark Johnson : Deputy Director Cortes
- 2008 : Jeu fatal (Pistol Whipped) de Roel Reiné : Blue
- 2009 : Lie To Me : Manny Trillo
- 2010 : Gun (TV) : Inspecteur Jenkins
- 2012 : Hostages (série télévisée) : Secret Service Agent Stan Hoffman
- 2014 : Bosch (série télévisée) : Santiago « Jimmy » Robertson (saisons 1-5, 7)
- 2015 : Elementary (série télévisée, saison 4 épisode 1) : M. Zuniga
- 2016 : Blacklist (série télévisée, saison 4 épisode 1) : Esteban
- 2016 : Fear The Walking Dead : Alejandro

## Voix francophones
En France, de nombreux comédiens se succèdent pour doubler Paul Calderón.
En France
| - Pascal Légitimus dans : - The King of New York - Contre-enquête - Thierry Desroses dans : - Groom Service - Jeu fatal | Et aussi - Vincent Violette dans Mélodie pour un meurtre - Maurice Decoster dans Bad Lieutenant - Lionel Henry dans La Firme - Greg Germain dans Pulp Fiction - Pascal Germain dans Copland - Patrice Baudrier dans Hors d'atteinte - Patrick Béthune dans Oxygen - Joël Zaffarano dans Le Dernier Château - Pierre Laurent dans Taxis pour cible - Féodor Atkine dans Lie to Me (série télévisée) - Serge Faliu dans Hostages (série télévisée) - Emmanuel Lemire dans Welcome to New York - Gilles Morvan dans Boardwalk Empire (série télévisée) - Olivier Peissel dans Elementary (série télévisée) - Florian Wormser dans Blacklist (série télévisée) - Enrique Carballido dans Fear the Walking Dead (série télévisée) - Bruno Dubernat dans Harry Bosch (série télévisée) - Jean-Bernard Guillard dans Justified: City Primeval (mini-série) - Guillaume Orsat dans Bosch: Legacy (série télévisée) - Mathieu Rivolier dans Ironheart (série télévisée) |

Au Québec
- Manuel Tadros dans Le Vieil Homme et la Mer (en)[8] (téléfilm)